# Seman
De Seman (Albanees ook Semani vroeger Semen of Semeni,  Turks: Ergent, Latijn: Apsusis) is een rivier in Albanië, die vanaf de samenvloeiing van de Devoll en de Osum naar de Adriatische Zee stroomt. De Seman ontstaat bij Kuçovë door de samenvloeiing van de Devoll en de Osum, die beide ontspringen in het Pindosgebergte. Na de samenvloeiing stromen ze samen verder onder de naam Seman en doorstroomt hij vervolgens een laaggelegen agrarische vallei. Verder stroomafwaarts bereikt de Seman voorbij Fier de Adriatische Zee. Ten noorden van de monding bevindt zich het Nationaal Park Divjakë-Karavasta.

Bistricë · Bunë · Cem · Devoll · Drin · Drino · Erzen · Fan · Gjanicë · Ishëm · Kir · Lanë · Mat · Osum · Seman · Shalë · Shkumbin · Shushicë · Valbonë · Vjosë